# Ginseng-slægten
Ginseng-slægten (Panax) er udbredt i Østasien og Nordamerika. Her omtales kun de arter, som har økonomisk (og helbredsmæssig) betydning i Danmark.
| Arter |

- Amerikansk Ginseng (Panax quinquefolium)
- Ægte Ginseng (Panax ginseng)